# B1 (sittvagn)
B1, tidigare Bo1, är en typ av personvagn (sittvagn) för andra klass som används vid de svenska järnvägarna. Vagnstypen är av 1960-talstyp och tillverkades av Kalmar Verkstads AB (KVAB) för Statens Järnvägar 1960–1968. Typen började slopas 2004 och de sista togs ur reguljär trafik i januari 2006. Ett antal finns i trafik hos flera privata aktörer och utöver dessa har även några sålts till de kroatiska järnvägarna. B1 är en ren andraklassvagn med tre salonger. Sammanlagt finns 8 stycken kvar i trafik; 4903–4905 hos Skandinaviska Jernbanor, 4922, 4924 och 5107 hos TÅGAB och 5099 samt 5100 hos Snälltåget.

## Varianter
B1 har ombyggts till flera olika varianter, främst B1N, B1K, B1KN, B1KT, B21KT samt B21U. K anger att de är har öglor för de tidigare tågfärjorna som användes innan Öresundsförbindelsen var byggd. Även elsystemet i dessa vagnar är anpassat för trafik i Danmark.
| Littera | Beskrivning                                                              | Antal | Status          |
| ------- | ------------------------------------------------------------------------ | ----- | --------------- |
| B1N     | Anpassad för trafik till Norge                                           | 7st   | Slopade         |
| B1K     | Anpassad för trafik till Danmark                                         | 7st   | Slopade         |
| B1KN    | Anpassad för trafik till Danmark och Norge                               | 11st  | Slopade         |
| B1KT    | Anpassad för trafik till Danmark, slutet toalettsystem                   | 17st  | Slopade         |
| B21KT   | Anpassad för trafik till Danmark och lokaltrafik, slutet toalettsystem   | 1st   | Ombyggd till B1 |
| B21U    | Anpassad för trafik till Danmark och lokaltrafik, avstängt toalettsystem | 1st   | Ombyggd till B1 |

## Referenser

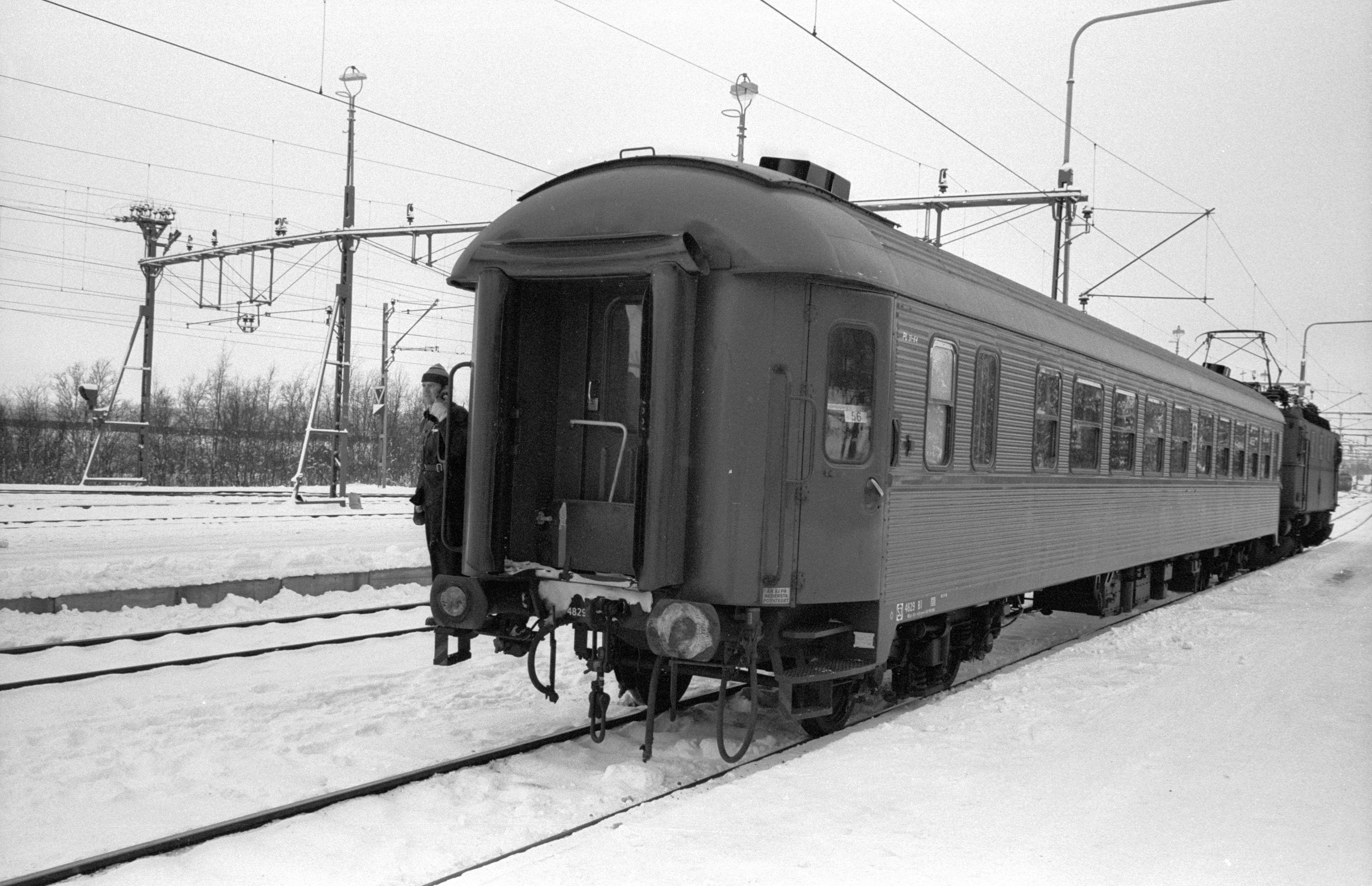
En SJ B1-vagn växlar i Kiruna den 13 oktober 1976